# Persone di nome Lodovico
| Questa pagina contiene informazioni ricavate automaticamente dalle voci biografiche con l'ausilio del template Bio e di un bot. L'aggiornamento è periodico e automatico e ricostruisce completamente la pagina. Se manca una persona in questa lista, sei pregato di non aggiungerla, ma accertati piuttosto che la sua voce biografica contenga il template Bio e che i dati anagrafici siano correttamente compilati. Se il template Bio manca, inseriscilo tu stesso o, in alternativa, metti l'avviso {{tmp\|Bio}} che ne segnala la mancanza. Se i dati riportati sono sbagliati, correggi direttamente la voce biografica; le modifiche saranno visibili in questa lista entro pochi giorni. Per chiarimenti vedi il progetto antroponimi. La lista contiene solo le 113 persone che sono citate nell'enciclopedia e per le quali è stato implementato correttamente il template Bio. Pagina aggiornata al 23 mag 2025. |

Questa è una lista di persone presenti nell'enciclopedia che hanno il nome Lodovico, suddivise per attività principale.

## Abati(1)
- Lodovico Menin, abate e storico italiano (Ancona, n. 1783 - Padova, † 1868)

## Agronomi(1)
- Lodovico Piccioli, agronomo italiano (Pavia, n. 1867 - Firenze, † 1954)

## Ammiragli(1)
- Lodovico Flangini, ammiraglio italiano (Venezia, n. 1677 - Mar Egeo, † 1717)

## Anarchici(1)
- Lodovico Nabruzzi, anarchico e giornalista italiano (Ravenna, n. 1846 - Ravenna, † 1916)

## Architetti(6)
- Lodovico Beretta, architetto italiano (Brescia, n. 1518 - Brescia, † 1572)
- Lodovico Bò, architetto italiano (San Maurizio Canavese, n. 1721 - Torino, † 1800)
- Lodovico Bolognini, architetto italiano (Bologna, n. 1739 - Parma, † 1816)
- Lodovico Braidotti, architetto italiano (Gorizia, n. 1865 - Trieste, † 1939)
- Lodovico Burnacini, architetto e scenografo italiano (n. 1636 - Vienna, † 1707)
- Lodovico Meneghetti, architetto e urbanista italiano (Novara, n. 1926 - Milano, † 2020)

## Archivisti(1)
- Lodovico Zdekauer, archivista, giurista e storico ceco (Praga, n. 1855 - Firenze, † 1924)

## Artigiani(1)
- Lodovico Gavioli, artigiano e orologiaio italiano (Cavezzo, n. 1807 - Modena, † 1875)

## Banchieri(2)
- Lodovico Capponi seniore, banchiere e politico italiano (n. 1482 - † 1534)
- Lodovico Capponi juniore, banchiere italiano (Firenze, n. 1534 - Firenze, † 1614)

## Baritoni(1)
- Vico Polotto, baritono italiano (Strevi, n. 1919 - Arquata Scrivia, † 1993)

## Bobbisti(1)
- Lodovico Obexer, bobbista italiano (n. 1900)

## Calciatori(1)
- Lodovico De Filippis, calciatore e allenatore di calcio italiano (Ancona, n. 1915 - Palazzolo sull'Oglio, † 1985)

## Canottieri(1)
- Lodovico Sommaruga, canottiere italiano (Milano, n. 1928 - Milano, † 2016)

## Cantori(1)
- Lodovico Agostini, cantore e compositore italiano (Ferrara, n. 1534 - Ferrara, † 1590)

## Cardinali(3)
- Lodovico Altieri, cardinale italiano (Roma, n. 1805 - Albano Laziale, † 1867)
- Lodovico Calini, cardinale italiano (Calino, n. 1696 - Brescia, † 1782)
- Lodovico Pico della Mirandola, cardinale italiano (Mirandola, n. 1668 - Roma, † 1743)

## Cestisti(1)
- Lodovico Deangeli, cestista italiano (Trieste, n. 2000)

## Chirurghi(1)
- Lodovico Biagi, chirurgo italiano (Firenze, n. 1803 - Firenze, † 1844)

## Compositori(2)
- Lodovico Giustini, compositore, organista e clavicembalista italiano (Pistoia, n. 1685 - Pistoia, † 1743)
- Lodovico Rocca, compositore italiano (Torino, n. 1895 - Torino, † 1986)

## Condottieri(3)
- Lodovico Birago, condottiero italiano (Milano, n. 1509 - Saluzzo, † 1572)
- Lodovico Vistarini, condottiero italiano (Lodi, n. 1491 - Milano, † 1556)
- Lodovico da Barbiano, condottiero italiano (Barbiano - Lugo, † 1423)

## Diplomatici(2)
- Lodovico Ceriana Mayneri, diplomatico, agricoltore e politico italiano (Torino, n. 1857 - Torino, † 1905)
- Lodovico Sauli d'Igliano, diplomatico, politico e letterato italiano (Ceva, n. 1787 - Usseglio, † 1874)

## Dirigenti sportivi(1)
- Lodovico Szathvary, dirigente sportivo italiano (Padova, n. 1894 - Padova, † 1969)

## Dogi(2)
- Lodovico Fregoso, doge (Genova, n. 1415 - Nizza, † 1489)
- Ludovico Manin, doge (Venezia, n. 1726 - Venezia, † 1802)

## Economisti(3)
- Lodovico Bianchini, economista, storico e politico italiano (Napoli, n. 1803 - Napoli, † 1871)
- Lodovico Pizzati, economista e politico italiano (Venezia, n. 1975)
- Lodovico Ricci, economista, politico e storico italiano (Castagneto, n. 1742 - Modena, † 1799)

## Editori(1)
- Lodovico Grignani, editore e tipografo italiano (Roma, n. 1586 - Roma, † 1651)

## Farmacisti(1)
- Lodovico Zambeletti, farmacista e imprenditore italiano (Calolziocorte, n. 1841 - Milano, † 1890)

## Filologi(2)
- Lodovico Castelvetro, filologo e critico letterario italiano (Modena, n. 1505 - Chiavenna, † 1571)
- Lodovico Scapinelli, filologo e poeta italiano (Modena, n. 1585 - Modena, † 1634)

## Filosofi(1)
- Lodovico delle Colombe, filosofo italiano (Firenze, n. 1565 - Firenze, † 1616)

## Fotografi(1)
- Lodovico Tuminello, fotografo e pittore italiano (Roma, n. 1824 - Roma, † 1907)

## Francescani(1)
- Lodovico Grossi da Viadana, francescano e compositore italiano (Viadana, n. 1564 - Gualtieri, † 1627)

## Geologi(1)
- Lodovico Pasini, geologo e politico italiano (Schio, n. 1804 - Schio, † 1870)

## Gesuiti(1)
- Lodovico Flori, gesuita, economista e latinista italiano (Fratta Todina, n. 1579 - Palermo, † 1647)

## Giornalisti(1)
- Lodovico Berti, giornalista, politico e avvocato italiano (Bologna, n. 1818 - Bologna, † 1897)

## Giuristi(3)
- Lodovico Barassi, giurista italiano (Milano, n. 1873 - Milano, † 1961)
- Lodovico Mortara, giurista, magistrato e politico italiano (Mantova, n. 1855 - Roma, † 1937)
- Lodovico della Torre, giurista e letterato italiano (Verona)

## Hockeisti su ghiaccio(1)
- Ico Migliore, ex hockeista su ghiaccio, dirigente sportivo e designer italiano (Torino, n. 1956)

## Imprenditori(2)
- Lodovico Gavazzi, imprenditore e politico italiano (Milano, n. 1857 - Milano, † 1944)
- Lodovico Mazzotti, imprenditore italiano (Chiari, n. 1870 - Milano, † 1933)

## Insegnanti(1)
- Ludovico Coccapani, insegnante italiano (Calcinaia, n. 1849 - Calcinaia, † 1931)

## Letterati(2)
- Lodovico Biagi, letterato e linguista italiano (Firenze, n. 1845 - Firenze, † 1900)
- Lodovico Oberziner, letterato, bibliotecario e archivista italiano (Trento, n. 1856 - Vienna, † 1916)

## Liutai(1)
- Lodovico Rastelli, liutaio italiano (Castelletto Scazzoso, n. 1801 - Genova, † 1878)

## Matematici(1)
- Lodovico Ferrari, matematico italiano (Bologna, n. 1522 - Bologna, † 1565)

## Medici(1)
- Ludovico Settala, medico e traduttore italiano (Milano, n. 1550 - Milano, † 1633)

## Micologi(1)
- Lodovico Caldesi, micologo, botanico e politico italiano (Faenza, n. 1821 - Faenza, † 1884)

## Militari(3)
- Lodovico Barbieri, militare e politico italiano (Bologna, n. 1843 - Monte San Pietro, † 1927)
- Lodovico Menicucci, militare italiano (Perugia, n. 1907 - Darar, † 1936)
- Lodovico Valtorta, militare italiano (Milano, n. 1893 - Monte Pertica, † 1918)

## Nobili(6)
- Lodovico Alighieri, nobile, giurista e politico italiano (Verona, n. 1498 - Verona, † 1547)
- Lodovico Barbiano di Belgiojoso, nobile, architetto e designer italiano (Milano, n. 1909 - Milano, † 2004)
- Lodovico Euffreducci, nobile italiano (Fermo, n. 1497 - Montegiorgio, † 1520)
- Lodovico Melzi d'Eril, nobile e imprenditore italiano (Milano, n. 1820 - Milano, † 1886)
- Lodovico Melzi, nobile italiano (Milano, n. 1594 - Milano, † 1649)
- Lodovico Trotti Bentivoglio, nobile, patriota e militare italiano (Milano, n. 1829 - Arcore, † 1914)

## Organari(1)
- Lodovico Piantanida, organaro italiano (Samarate, n. 1773)

## Parolieri(1)
- Lodovico Saccol, paroliere e compositore italiano (Treviso, n. 1966)

## Partigiani(1)
- Lodovico Benvenuti, partigiano e politico italiano (Verona, n. 1899 - Casorate Sempione, † 1966)

## Patriarchi cattolici(1)
- Lodovico Contarini, patriarca cattolico italiano (Venezia, † 1508)

## Patrioti(1)
- Lodovico Boschieri, patriota e politico italiano (Cornuda, n. 1841 - Crocetta Trevigiana, † 1909)

## Pediatri(1)
- Lodovico Gambara, pediatra, giornalista e saggista italiano (Felino, n. 1898 - Parma, † 1973)

## Pianisti(1)
- Lodovico Lessona, pianista italiano (Torino, n. 1928 - Varna, † 1972)

## Pittori(5)
- Lodovico Bellenghi, pittore, disegnatore e ceramista italiano (Faenza, n. 1815 - Firenze, † 1891)
- Cigoli, pittore, architetto e scultore italiano (Cigoli, n. 1559 - Roma, † 1613)
- Lodovico Lana, pittore italiano (Codigoro, n. 1597 - Modena, † 1646)
- Lodovico Morando, pittore italiano (Castion Veronese, n. 1917 - Caprino Veronese, † 1987)
- Lodovico Zambeletti, pittore italiano (Milano, n. 1881 - Milano, † 1966)

## Poeti(2)
- Lodovico Adimari, poeta italiano (Napoli, n. 1644 - Firenze, † 1708)
- Lodovico Sergardi, poeta italiano (Siena, n. 1660 - Spoleto, † 1726)

## Politici(8)
- Lodovico Daziani, politico italiano (Torino, n. 1809 - Torino, † 1864)
- Lodovico Frapolli, politico, generale e patriota italiano (Milano, n. 1815 - Torino, † 1878)
- Lodovico Ligato, politico italiano (Reggio Calabria, n. 1939 - Reggio Calabria, † 1989)
- Lodovico Maschiella, politico e giornalista italiano (Todi, n. 1923 - Perugia, † 1987)
- Lodovico Montini, politico italiano (Brescia, n. 1896 - Brescia, † 1990)
- Lodovico Pace, politico e poeta italiano (Civitavecchia, n. 1949)
- Lodovico Pallavicino Mossi, politico italiano (Parma, n. 1803 - Torino, † 1879)
- Lodovico Sonego, politico italiano (Charleroi, n. 1956)

## Poliziotti(1)
- Lodovico Vigilante, poliziotto italiano (Verona, n. 1882 - Mauthausen, † 1945)

## Presbiteri(1)
- Lodovico Pavoni, presbitero italiano (Brescia, n. 1784 - Saiano, † 1849)

## Registi(1)
- Lodovico Gasparini, regista italiano (Madrid, n. 1948)

## Scrittori(3)
- Lodovico Guicciardini, scrittore e mercante italiano (Firenze, n. 1521 - Anversa, † 1589)
- Lodovico Terzi, scrittore e traduttore italiano (Parma, n. 1925 - Vigevano, † 2016)
- Lodovico Zanini, scrittore italiano (San Daniele del Friuli, n. 1883 - Udine, † 1975)

## Scultori(1)
- Lodovico Pogliaghi, scultore, pittore e scenografo italiano (Milano, n. 1857 - Sacro Monte di Varese, † 1950)

## Storici(2)
- Ludovico Della Chiesa, storico italiano (Saluzzo, n. 1568 - Torino, † 1621)
- Lodovico Vedriani, storico italiano (Modena, n. 1601 - † 1670)

## Stuccatori(1)
- Lodovico Bossi, stuccatore italiano (Porto Ceresio)

## Tenori(1)
- Lodovico Graziani, tenore italiano (Fermo, n. 1820 - Grottazzolina, † 1885)

## Traduttori(1)
- Lodovico Antonio Vincenzi, traduttore e scrittore italiano (Modena, n. 1750 - Modena, † 1822)

## Umanisti(2)
- Lodovico Domenichi, umanista, traduttore e editore italiano (Piacenza, n. 1515 - Pisa, † 1564)
- Ludovico Odasio, umanista italiano (Padova, n. 1455 - Urbino, † 1509)

## Vescovi cattolici(5)
- Lodovico Ardinghelli, vescovo cattolico italiano (Firenze - † 1569)
- Lodovico Donà, vescovo cattolico italiano (Venezia - Bergamo, † 1484)
- Lodovico Leonardi, vescovo cattolico italiano (San Lorenzo in Campo, n. 1819 - Bertinoro, † 1898)
- Lodovico Morosini, vescovo cattolico italiano (Modone, † 1407)
- Lodovico de Grigis, vescovo cattolico italiano (Venezia - † 1609)

## Senza attività specificata(3)
- Ludovico Aminale da Terni, cavaliere medievale italiano (Terni, n. 1477)
- Ludovico I di Saluzzo, marchese italiano (Saluzzo, n. 1405 - Saluzzo, † 1475)
- Ludovico II di Saluzzo, marchese italiano (Saluzzo, n. 1438 - Genova, † 1504)